# Wallerode
Wallerode is een dorp in de Duitstalige stad Sankt Vith in de Belgische provincie Luik. Het ligt drie kilometer ten noordoosten van het stadscentrum van Sankt Vith, nabij de gemeentegrens met Amel.

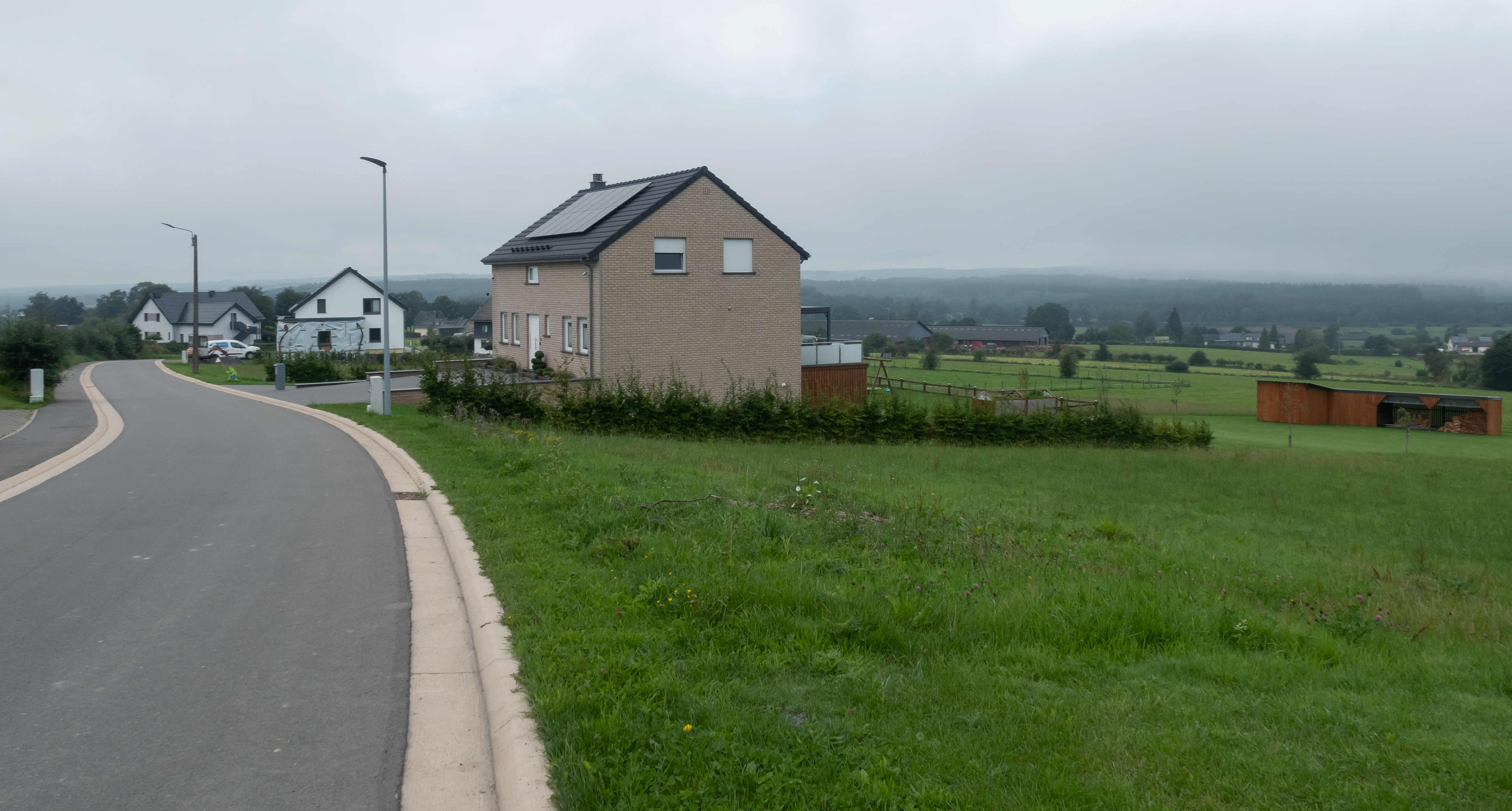
Wallerode, straatzicht

## Geschiedenis
Wallerode werd voor het eerst vermeld in 1157 als Waltenrode. Omstreeks 1664 werd het Slot Wallerode gebouwd. De kerk is van 1754.
Op de Ferrariskaart uit de jaren 1770 is de plaats weergegeven als het dorp Walleroth, en is ook het kasteel aangeduid. De plaats behoorde tot de heerlijkheid van Amel. Op het eind van de ancien régime behoorde de regio tijdens de Franse bezetting tot het departement Ourthe. Wallerode werd samen met Medell, Herresbach en Valender ondergebracht in de gemeente Meyerode, waarvan het dorpscentrum zo'n 3,5 kilometer ten noordoosten van Wallerode ligt. Na de Franse bezetting ging het gebied naar de Pruisische Rijnprovincie.
Na de Eerste Wereldoorlog werd het gebied bij België aangehecht.
Bij de gemeentelijke herindeling van 1976 werd gemeente Meyerode bij de gemeente Amel gevoegd. Het dorp Wallerode werd echter afgesplitst en naar buurgemeente Sankt Vith overgeheveld.

## Bezienswaardigheden
- Het Slot Wallerode, dat 1985 als monument werd beschermd
- De Sint-Wendelinuskerk

## Nabijgelegen kernen
Sankt Vith, Medell
Deelgemeenten: Crombach · Lommersweiler · Recht · Sankt Vith · Schönberg

Overige kernen: Alfersteg · Amelscheid · Andler · Atzerath · Breitfeld · Eiterbach · Emmels (Nieder-Emmels · Ober-Emmels) · Galhausen · Heuem · Hinderhausen · Hünningen · Mackenbach · Neidingen · Neubrück · Neundorf ·  Rödgen · Rodt · Schlierbach · Setz · Steinebrück · Wallerode · Weppeler · Wiesenbach

Belgische gemeenten · Duitstalige Gemeenschap · Arrondissement Verviers · Luik · Wallonië